# Isoclanculus
Isoclanculus is een geslacht van weekdieren uit de klasse van de Gastropoda (slakken).

## Nieuwe naam
- Isoclanculus weedingi Cotton, 1939 is ondergebracht in een nieuw geslacht met de soortnaam Clanculus dunkeri (Koch in Philippi, 1843)